# Phytoliriomyza sublima
Phytoliriomyza sublima är en tvåvingeart som beskrevs av Spencer 1977. Phytoliriomyza sublima ingår i släktet Phytoliriomyza och familjen minerarflugor. Inga underarter finns listade i Catalogue of Life.